# Divisione di Nizza
La Divisione di Nizza era una divisione del Regno di Sardegna, istituita a titolo provvisorio nel 1815 e definitivo nel 1818, e dotata di rappresentanza amministrativa nel 1848 in seguito alla fusione perfetta degli Stati sabaudi.
In seguito alla sconfitta di Napoleone il dipartimento delle Alpi Marittime fu occupato secondo le sovranità prebelliche, la vecchia Contea di Nizza dai Savoia e il territorio ligure di San Remo dalla Royal Navy che aveva creato un governo provvisorio per il Ducato di Genova. 
Dopo che quest’ultimo fu anch’esso assegnato ai sabaudi dal Congresso di Vienna, si poté attivare la Divisione come successore del Dipartimento, aggregandole anche la zona di Oneglia essendo stato deciso di sopprimere il dipartimento di Montenotte. In seguito alle riforme costituzionali del 1848 e alla concessione dello Statuto Albertino, il territorio fu dotato di un Consiglio Divisionale elettivo su base oligarchica, e negli eventi rivoluzionari si incamerarono Mentone e Roccabruna.
In seguito all'emanazione del decreto Rattazzi (1859) fu trasformata nella Provincia di Nizza.

## Suddivisione
L'origine della divisione si riflesse nella sua compartimentazione, composta da tre province (termine arcaico da non confondersi con l'attuale, in quanto corrispondente all'arrondissement e non al dipartimento) poi chiamate circondari da Rattazzi:
- Provincia di Nizza;
- Provincia di Oneglia;
- Provincia di Sanremo.